# IC 174
IC 174 ist eine linsenförmige Galaxie vom Hubble-Typ S0 im Sternbild Fische auf der Ekliptik. Sie ist schätzungsweise 235 Millionen Lichtjahre von der Milchstraße entfernt und hat einen Durchmesser von etwa 90.000 Lj.

Im selben Himmelsareal befinden sich u. a. die Galaxien NGC 718, IC 1750, IC 1754.
Das Objekt wurde am 5. November 1891 vom französischen Astronomen Stéphane Javelle entdeckt.